# Zeferino González y Díaz Tuñón
Ceferino González y Díaz Tuñón O.P. (Villoria, 28 de gener de 1831 - Madrid, 29 de novembre de 1894) va ser un sacerdot dominic que va arribar a ser cardenal, així com arquebisbe de Sevilla i Toledo. Se'l considera un dels filòsofs espanyols més importants del segle xix. Era conegut com a Fray Zeferino.

## Biografia
Fra Ceferino González y Díaz Tuñón va néixer a El Campal, a la parròquia de Villoria al concejo asturià de Llaviana, en una humil llar de pagesos.
Estudia a Ciaño i ingressa al convent d'Ocaña pertanyent a l'orde dels Predicadors el 28 de novembre de 1844. Estudia filosofia i es va sentir atret pel tomisme, corrent que defensaria gran part de la seva vida.
Al febrer de 1849 la seva congregació el trasllada com a missioner a les Filipines, on va arribar el 9 de febrer de 1849, després d'una accidentada travessia de vuit mesos. Allí prossegueix els seus estudis filosòfics en la Universitat de Manila i s'interessa per altres matèries com la física o la química. En 1854 és ordenat sacerdot. Va donar classes de filosofia els primers anys i teologia durant els vuit últims de la seva estada. També comença a publicar els seus primers escrits: «Los temblores de tierra» (Manila, 1857) i «La electricidad atmosférica y sus principales manifestaciones».
En 1851 és nomenat professor d'Humanitats a la universitat i dos anys més tard en 1853 és nomenat professor de Filosofia. En 1859 s'l nomena catedràtic de Teologia en la Universitat de Sant Tomàs. En 1858 sofreix la pèrdua del seu amic i company Melchor García Sampedro, martiritzat a Vietnam. En 1864 publica la seva primera obra important, Estudios sobre la Filosofía de Santo Tomás, acollida de bon grat per Marcelino Menéndez Pelayo i pel Papa Lleó XIII.
Malgrat les ocupacions pròpies de la càtedra i dels importants càrrecs que va haver d'exercir en el convent de l'Orde —sempre amb una salut molt delicada—, encara va poder escriure Estudios sobre la filosofía de Santo Tomás. Però la seva fama de filòsof i d'escriptor s'estén després que en 1866 tornés a Espanya. Llavors, comença a publicar en periòdics com La Cruzada, La Ciencia Cristiana o La Ciudad de Dios a més d'escriure una sèrie de brillants articles sobre filosofia, història i economia política, part dels quals va recopilar sota el títol d'Estudios religiosos, filosóficos, científicos y sociales. Una altra de les seves obres més difoses va ser la Philosophia elementaria. Molts dels seus treballs van ser traduïts a l'italià, alemany, francès, rus i altres idiomes.
Al desembre de 1866 surt de les Filipines per ordre dels seus superiors en començar a tenir problemes de salut arribant a Espanya al desembre de 1867. Una vegada establert a Madrid té lloc el contundent enfrontament amb Segismundo Moret en l'escenari de l'Ateneo de Madrid i trava amistat, formant un cercle de filosofia, amb Alejandro Pidal y Mon, Carlos María Perier y Gallego, Eduardo Hinojosa Valero, Antonio Hernández y Fajarnés, Juan Manuel Ortí y Lara.

### Episcopat
El 16 de juny de 1874 és preconitzat pel bisbe de Màlaga càrrec que aconsegueix evitar en estar més interessat en la seva labor d'escriptor. A més va moure totes les seves influències per poder renunciar a la Càtedra d'Astorga.

El 5 de juliol de 1875 és promogut per al càrrec de bisbe de Còrdova per ordre del Papa Pius IX sent consagrat el 24 d'octubre de 1875. Es diu que Pius IX va resoldre així: 
| « | "Pel que ha escrit el faig bisbe, que ho sigui i escrigui a més". | » |

 Durant el seu bisbat aconsegueix conjunyir la seva labor de bisbe amb la de filòsof escrivint nombrosos textos i realitzant labors en la diòcesi.

El 15 de març de 1883 és nomenat arquebisbe de Sevilla, rebutjant el càrrec de senador que li corresponia. Una vegada en possessió del càrrec es dedica de ple a les tasques eclesiàstiques i intel·lectuals que són premiades un any més tard pel Papa Lleó XIII amb el cardenalat. Així el 10 de novembre de 1884 és promogut per al càrrec de cardenal obtenint la titularitat de Santa Maria sopra Minerva el 17 de març de 1887. Continua a Sevilla fins a l'any següent en el qual es trasllada a Toledo en ser promogut pel rei Alfons XII per a arquebisbe de Toledo. El 27 de març de 1885 és promogut per al càrrec obtenint a més el títol de patriarca de les Índies, capellà major del rei i vicari general castrense. El poeta Campoamor va escriure: 
| « | "Cap de tan poc va arribar a tant:/Frare ahir, príncep avui, demà sant". | » |

En 1886 torna a Sevilla a causa de la seva mala salut renunciant finalment al bisbat per qüestions de salut el 28 de novembre de 1889. Va morir a causa d'un càncer de maxil·lar en el convent de la Passió de Madrid assistit pel bisbe d'Oviedo Ramón Martínez Vigil el 28 de novembre de 1894 i fou enterrat a l'església dels Pares Dominics d'Ocaña.

## Honors i distincions
Fra Ceferino va ser acadèmic de l'Acadèmia Romana de Sant Tomás d'Aquino, de la de Bones Lletres de Sevilla, acadèmic de número de la Reial Acadèmia de Ciències Morals i Polítiques (1873), acadèmic de la d'Història i senador del Regne. Va ocupar cadira també en la Reial Acadèmia Espanyola de la Llengua (1893). Va deixar redactat el seu discurs d'ingrés, però no va poder arribar a prendre possessió. En 1885 havia estat nomenat fill adoptiu de Manila, i era cavaller del collaret de l'Orde de Carles III i cavaller gran creu de l'Orde d'Isabel la Catòlica. El seu retrat, pintat per Muñoz de la Espada, va ser posat en el saló de consells de la Diputació Provincial d'Astúries.
En l'actualitat un dels principals carrers d'Oviedo porta el seu nom.

## Obres
- «Los temblores de tierra». Manila, 1857.
- «La electricidad atmosférica y sus principales manifestaciones». Manila 1857. (Estudios.... 1873. Tomo 2, pgs. 341-415.)
- «La economía política y el cristianismo» Manila, 1862 (enero). (en Estudios.... 1873. Tomo 2, pgs. 1-121.)
- Sermón predicado el 7 de març de 1862 en la solemne función que la Universidad de esta capital consagra anualmente a su principal patrón el angélico doctor Santo Tomás de Aquino, Manila, 1862. Establecimiento tipográfico del Colegio de Santo Tomás, a cargo de D. Juán Cortada. 19 pgs. (en Estudios..., 1873. Tomo 2, pgs. 311-329.)
- Estudios sobre la Filosofía de Santo Tomás, Manila, 1864. Establecimiento tipográfico del Colegio de Santo Tomás, a cargo de D. Juan Cortada. 3 vols (XL+646, 570 y 620 páginas). Segunda edición. Imprenta de San José. Madrid, 1866-1867. 3 vols (XXXVII+561, 497 y 530 páginas). Traducido al alemán: Die Philosophie des heiligen Thomas von Aquin, dargestellt von Franz Zephyrin Gonzalez. Mit Autortiation des Berf. aus dem Spanischen liberi. übersetzt von Karl Joseph Nolte. Regensburg, Verlagsnst., 1885. 3 vols (XII+461, 395 y 429 páginas).
- Reglamento del Colegio de Niñas de Santa Catalina de Sena, bajo la dirección de las religiosas dominicas, de Manila, Manila, 1866.
- Philosophia elementaria ad usum academicae ac praesertim ecclesiasticae juventutis, opera et studio, Matriti, 1868, 2 vols. (2h+561 y 444 páginas). Secunda editio. Apud Polycarpum López. Matriti, 1877. 2 vols. (574 y 574 páginas). (Vol. primum: Logicam, Psychologiam, Idealogiam et Metaphysicam generalem. Vol. secundum: Metaphysicam Specialem, Ethicam et Historiam Philosophiae). Tertia editio. Matriti, 1881. 3 vols. (575, 425 y 443 páginas). (Vol. I: Logicam, psychologiam, idealogiam complectems; Vol. II: Metaphysicam generalem, Metaphysicam specialem complectens; Vol. III: Ethicam et Historiam Philosophiae complectens). Quarta editio. Matriti, 1882. 3 vols. Quinta editio. Matriti, 1885. 3 vols. Sexta editio. Matriti, 1889. 3 vols. Septima editio. 3 vols. (526, 388 y 432 páginas). Apud Nov. Lib. Sancti Joseph. Matriti, 1894. (Vol. primum: Logicam, Psychologiam, Idealogiam. Vol. secundum: Metaphysicam generalem atque specialem. Vol. tertium: Ethicam et Historiam Philosophiae).
- Sobre una biblioteca de teólogos españoles, Ocaña, 1869. (en Estudios..., 1873. Tomo 2, pgs. 207-228.)
- La inmortalidad del alma y sus destinos según una teoría krauso-espiritista, Ocaña, 1869 (agosto). (en Estudios..., 1873. Tomo 1, pgs. 183-229.)
- «La filosofía de la historia», en La Ciudad de Dios, tomo 3 (Madrid, 1870), págs. 187-203, 449-464, 335-345, 312-320. (en Estudios..., 1873. Tomo 1, pgs. 1-181.)
- La definición de la infabilidad pontificia, Imprenta de López, Madrid, 1870. 62 pgs. (firmado en Ocaña, agosto 1870). (en Estudios..., 1873. Tomo 2, pgs. 231-307.)
- «Carta de Fray C.G. Rector del Convento de Ocaña, protestando contra un artículo de 'La Iberia'», en El Pensamiento Español de 6 de març de 1871.
- «El positivismo materialista». En La defensa de la Sociedad, tomo 1 (Madrid 1872), págs. 31-33, 52-59, 94-102, 129-141 y 177-189. El positivismo materialista. Artículos insertos en la revista 'La Defensa de la Sociedad' de Madrid. Juán Aguado. Madrid, 1872. 46 pgs. (en Estudios..., 1873. Tomo 1, pgs. 231-300.)
- Filosofía elemental, 2 vols. Imprenta de Policarpo López. Madrid, 1873. Segunda edición. 2 vols. Imprenta de Policarpo López. Madrid, 1876. (XLVI+484 y 646 páginas). (Tomo primero: Lógica, Psicología, Ideología; Tomo segundo: Metafísica general, Especial, Teodicea, Moral.) Tercera edición. 2 vols. Imprenta de los Sres. Lezcano y compañía. Madrid, 1881 (III+576 y 646 páginas). Cuarta edición Quinta edición. 2 vols. Jubera. Madrid, 1886 (XXXVIII+510 y 627 páginas). Sexta edición. 1894, 3 vols. Séptima edición. 2 vols. Saénz de Jubera. Madrid, 1907 (576 y 638 páginas).
- Estudios religiosos, filosóficos, científicos y sociales, Impr. de Policarpo López. Madrid, 1873. Prologados por Alejandro Pidal y Mon. 2 vols. (XXXIX+348 y 415 páginas). (Contiene, en el tomo 1: «La Filosofía de la Historia», «La inmortalidad del alma y sus destinos», «El positivismo materialista» y un Apéndice sobre el Darwinismo tomado de la Filosofía Elemental; en el tomo 2: «La economía política y el cristianismo», «Los temblores de tierra», «Sobre una biblioteca de teólogos españoles», «La definición de la infabilidad pontificia», «Sermón de Santo Tomás de Aquino» y «La electricidad atmosférica y sus principales manifestaciones»).
- «La moral independiente», en La defensa de la Sociedad, tomo 4, número 65, Madrid, 10 d'enero de 1874. Páginas 413-439.
- «Carta a Don Alejandro Pidal y Mon», en La España Católica de 27 de juny de 1874. (en La Unión Católica, 6 de desembre de 1874.)
- «Observaciones a una carta del señor Salmerón», en La Defensa de la Sociedad, tomo 7, junio 1875. Páginas 321-337.
- Carta pastoral del Obispo de Córdoba, Imprenta y litografía del Diario de Córdoba. Córdoba, 1875. 31 pgs. (Firmada el 25 de desembre).
- «Carta Pastoral del Sr. Obispo de ésta diócesis insertando un notable documento -la unidad católica- de S.S. al Sr. Cardenal Arzobispo de Toledo», en Boletín Oficial del Obispado de Córdoba, 1876, núm. 6, págs. 94-109.
- «Pastoral del Prelado: trata de la conservación y organización del Seminario Conciliar de S. Pelagio...», en Boletín Oficial del Obispado de Córdoba, 1876, núm. 12, págs. 237-248.
- Circular sobre el establecimiento de Círculos Católicos, Córdoba, 1877.
- «Carta pastoral de S.E.I. sobre la santificación de las fiestas y cumplimiento del precepto pascual», en Boletín Oficial del Obispado de Córdoba, 1877, núm. 5, págs. 93-103.
- «Pastoral de S.E.I. con motivo de la alocución 'Luctuosis' de Su Santidad», en Boletín Oficial del Obispado de Córdoba, 1877, nº 7, págs. 139-149.
- «Pastoral sobre el 50 aniversario episcopal de Pio IX», en Boletín Oficial del Obispado de Córdoba, 1877.
- «Dos palabras acerca de los caracteres generales de la filosofía escolástica y de la filosofía alemana», en La defensa de la Sociedad, tomo 13, 1878, págs. 321-355.
- «Raymundo Lulio», en La Ciencia Cristiana, 6, 1878, págs. 210-226.
- «Pastoral de S.E.I. sobre la Santa Cuaresma», en Boletín Oficial del Obispado de Córdoba, 1878, núm. 4, págs. 45-57.
- Historia de la filosofía, 3 vols. Madrid, 1878-1879. Segunda edición. 4 vols. Agustín Jubera. Madrid, 1886. (LI+535, 516, 504 y 482 pgs.). Trad. al francés por G. de Pascal. Historie de la Philosophie. Lethielleux. Paris, 1890-1891. 4 vols. (XLII+552, 538, 492 y 528 pgs.).
- «Carta Pastoral sobre el dinero de San Pedro», en Boletín Oficial del Obispado de Córdoba, 1879, núm. 1, págs. 2-14.
- «Carta Pastoral sobre la Encíclica de S.S.León XIII acerca del matrimonio cristiano», en Boletín Oficial del Obispado de Córdoba, 1879, núm. 2, págs. 46-54.
- «Junta de fomento de los Círculos Católicos de Córdoba», en La Ciencia Cristiana, 12, 1879, págs. 95-96.
- «Pastoral sobre la encíclica 'Aeterni Patris'», en Boletín Oficial del Obispado de Córdoba, 1879, núm. 13, págs. 634-655.
- Biografía de Osio, en Boletín Oficial del Obispado de Córdoba, 1879.
- «Un teólogo español del siglo XVI {Pedro Soto}», en Boletín Oficial del Obispado de Córdoba, 1880. (en La Ciencia Cristiana, 13, 1880, págs. 97-119.)
- «Carta al Conde de Orgaz», en Boletín de La Unión Católica, 1, 1881, 36 (fechada en 16 d'enero de 1881). (en La Ciencia Cristiana, 17, 1881, pág. 184.)
- «Carta Pastoral sobre la encíclica de S.S. y los sucesos de Roma», en Boletín Oficial del Obispado de Córdoba, 1881, num. 13, págs. 531-542.
- «Carta Pastoral con motivo de la peregrinación a Roma», en Boletín Oficial del Obispado de Córdoba, 1882, 5, págs. 175-184.
- «Circular presentando la Encíclica 'Cum multa' de León XIII», en Boletín Oficial del Obispado de Córdoba, 1883, 10 enero, págs. 3 y 13-18.
- «Pastoral de despedida del Excmo. Prelado», en Boletín Oficial del Obispado de Córboba, 1883, núm. 5, págs. 195-202.
- El Boletín Oficial del Obispado de Córdoba en marzo de 1883 incluye varios textos breves de Fray Zeferino como Obispo de Córdoba (no publicados en su momento).
- Carta Pastoral del Excmo. y Revmo. Sr. Dr. D. Fr. Zeferino González, Arzobispo de Sevilla, Sevilla, 1883. Imprenta d'E. Hidalgo. 44 pgs.
- La causa principal originaria, ya que no l'única, del malestar que esteriliza y detiene la marcha de la sociedad por los caminos del bién, es esa gran negación oculta y encarnada en el principio racionalista: la negación de Dios, la cual es principio generador del mal en todas sus formas (Discursos leídos ante la Real Academia de Ciencias Morales y Políticas en la recepción pública del Excmo. e Ilmo. Sr. Arzobispo de Sevilla Dr.D.Fr.Zeferino González, el día 3 de Junio del año de 1883), Imprenta d'A.Perez Dubrull. Madrid, 1883. 123 pgs. (pgs. 1 a 83). (Escrito y presentado a la Academia en 1874).
- Un recuerdo a las religiosas del Arzobispo de Toledo o sea la Instrucción pastoral del Emmo.... a las religiosas de los conventos de su jurisdicción, Toledo, 1886. 63 pgs.
- Carta Pastoral al inaugurar su segundo pontificado, Sevilla, 1886.
- «Una rectificación», en Los Lunes d'El Imparcial, 27 de maig de 1889.
- «La antigüedad del hombre y la prehistoria». En Crónica del Primer Congreso Católico Nacional Español. Madrid, 1889. Vol. 1, pgs. 245-294.
- Prólogo a Historia del Colegio Mayor de Santo Tomás de Sevilla, por Enrique de la Cuadra y Gibaja. Imprenta d'E.Rasco. Sevilla, 1890. 2 vols (XX+294 y 2h+363 pgs; el Prólogo, V-XVIII). (Firmado en Somió, 28 d'agost de 1890).
- «El lenguaje y la unidad de la especie humana». En La España Moderna, tomo 23, noviembre 1890, págs. 81-102.
- La Biblia y la Ciencia, Imprenta d'A. Pérez Dubrull, Madrid, 1891. 2 vols (XLVII+618 y 687 pgs.). Segunda edición (Corregida y aumentada por el autor). Izquierdo y Ca. Sevilla, 1892. 2 vols. (L+572 y 582 pgs.).
- «Carta al M.R.P.Honorato del Val», (fechada en Vergara, 22 de juliol de 1891). En La Ciudad de Dios, 25, 1891, págs. 503-504.
- Opinión sobre el descubrimiento de América, en La Ilustración española y americana, año 36, núm. 38, 12 octubre de 1892 (IV Centenario Descubrimiento).
- Las relaciones entre el habla castellana y la mística española (Discurso de ingreso en la Real Academia Española, 1893), en Memorias de la Real Academia Española, tomo VII, 1896, págs. 490-537.